# Daiwa Seiko
Daiwa Seiko är ett japanskt företag som framför allt tillverkar utrustning för sportfiske.

## Daiwa multirulle
Daiwa multirulle är en multirulle för sportfiske som tillverkas av Daiwa Seiko. En del av deras multirullar finns med räkneverk så att man kontrollera hur mycket lina man har ute, används främst ihop med trollingspön.